# Elly Griffiths
Elly Griffiths ist das Pseudonym von Domenica de Rosa (geboren am 17. August 1963 in London), einer britischen Krimischriftstellerin. Unter dem Namen Griffiths hat sie drei Serien veröffentlicht: die erste handelt von Ruth Galloway, die zweite dreht sich um Detective Inspector Edgar Stephens and Max Mephisto, die dritte handelt von Harbinder Kaur. Nur die Romane um Ruth Galloway wurden bisher in Deutsch veröffentlicht.

## Leben und Karriere als Schriftstellerin
Elly Griffiths unterrichtete English am King’s College London und arbeitete danach lange im Verlagswesen.
Griffiths’ erste Serie dreht sich um die Hauptfigur Ruth Galloway, eine forensische Archäologin. Diese lebt in einem abgelegenen kleinen Dorf am Meer in der Nähe von King’ Lynn in Norfolk und unterrichtet an der University of North Norfolk. Inspiriert wurde die Figur von Griffiths’ Ehemann, der seinen Job in der City aufgab, um ein Studium der Archäologie aufzunehmen, und von ihrer Tante, die an „Norfolks Küste lebt und den Kopf ihrer Nichte mit den Mythen und Legenden der Gegend füllte“. Das erste Buch der Serie, „Totenpfad“, erschien 2009, in Deutsch 2011.
Griffiths’ zweite Serie spielt im Brighton der 1950er Jahre, sie handelt von Detective Inspector Edgar Stephens dem Magier Max Mephisto. Griffiths veröffentlichte das erste Buch der Serie, The Zig Zag Girl, 2014.
2017 war Elly Griffiths Programming Chair für das Theakstons Old Peculier Crime Writing Festival, das zu den Harrogate International Festivals gehört.
Griffiths gewann 2020 den Edgar Allan Poe Award für den besten Roman für The Stranger Diaries. 2021 war The Postscript Murders für den Gold Dagger der Crime Writer's Association Awards nominiert.

## Privatleben
Griffiths lebt bei Brighton. Sie ist verheiratet, hat zwei Kinder und eine Katze.

## Bibliographie

### Als Elly Griffiths

#### Ruth Galloway-Serie
- Totenpfad. (The Crossing Places, Ruth Galloway 1). rororo, 2011, ISBN 978-3-499-25219-8.
- Knochenhaus. (The Janus Stone, Ruth Galloway 2). rororo, 2012, ISBN 978-3-8052-0873-4.
- Gezeitengrab. (The House at Sea's End, Ruth Galloway 3.) rororo, 2014, ISBN 978-3-8052-5023-8.
- Aller Heiligen Fluch. (A Room Full of Bones, Ruth Galloway 4). rororo, 2014, ISBN 978-3-499-25983-8.
- Rabenkönig. (A Dying Fall, Ruth Galloway 5). rororo, 2015, ISBN 978-3-499-26730-7.
- Engelskinder. (The Outcast Dead, Ruth Galloway 6.) Wunderlich, 2017, ISBN 978-3-8052-5096-2.
- Grabesgrund. (The Ghost Fields, Ruth Galloway 7.) rororo, 2019, ISBN 978-3-499-21852-1.
- Todespassion. (The Woman in Blue, Ruth Galloway 8.) rororo, 2021, ISBN 978-3-499-00541-1.
- The Chalk Pit
- The Dark Angel
- The Stone Circle
- The Lantern Man
- The Night Hawks
- The Locked Room
- The Last Remains

#### Stephens und Mephisto Mystery-Serie
bisher nicht in Deutsche übersetzt
1. The Zig Zag Girl. 2014.
2. Smoke and Mirrors. 2015.
3. The Blood Card. 2016.
4. The Vanishing Box. 2017.
5. Now You See Them. 2019.
6. The Midnight Hour. 2021.
7. The Great Deceiver. 2023.

#### Harbinder Kaur-Serie
bisher nicht ins Deutsche übersetzt
- The Stranger Diaries. 2018.
- The Postscript Murders. 2020.[9]
- Bleeding Heart Yard. 2022.

#### Kinderbücher
bisher nicht ins Deutsche übersetzt
- A Girl Called Justice. 2019.
- The Smugglers' Secret. 2020.
- A Ghost in the Garden. 2021.

### Als Domenica de Rosa
bisher nicht ins Deutsche übersetzt
- The Eternal City. 2005.
- One Summer in Tuscany. 2008.
- The Italian Quarter. 2004.
- The Secret of Villa Serena. 2007.
- Return to the Italian Quarter. 2018.